# Berrymount

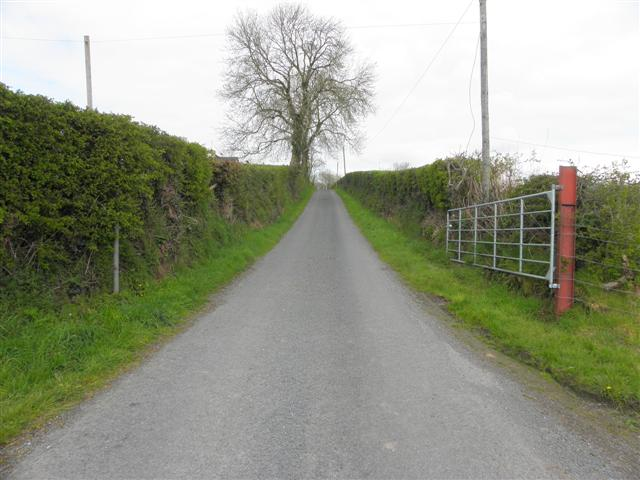
Route du townland de Berrymount, vue vers le nord, vers le townland de Clifton.

Berrymount est un townland dans la paroisse civile de Tomregan, l'ancienne baronnie de Loughtee Lower et le  comté de Cavan, en Irlande.

## Géographie
Les towlands qui en constituent les limites sont ceux de :
- au nord, Clifton et Mullynagolman
- au sud et à l'est, Breandrum, Tullyhunco et Killygreagh
- à l'ouest, Aghaweenagh.

Des collines particulières, les drumlins atteignant jusqu'à 600 m d'altitude caractérisent le territoire.
La rivière Rag traverse le townland.
Au niveau routier, Ardlougher lane dessert Berrymount.
« Featherbed Lane » est une sous-division, probablement nommée ainsi à cause des nombreux arbres qui l'abritent.
Le townland couvre 87,8 ha soit 134 acres d'Irlande.

## Toponymie
Le nom de Berrymount signifie « La colline de Thomas Berry », du nom de celui qui a acheté le terrain à la fin du XVIIIe siècle et y a construit sa maison. La mention la plus ancienne est contenue dans le testament de James Berry de Berrymount daté de 1793.
L'ancien nom irlandais du townland était « Guberishan », une anglicisation du nom de lieu gaélique « Gub ar Ros-in » qui signifie « pointe ou avancée de petit bois ».

## Histoire
Le territoire faisait partie des terres appartenant à l'église catholique romaine de Tomregan qui ont été attribuées à l'évêque protestant de Kilmore en 1610, dans le cadre de la Plantation d'Ulster. 
Par un bail en date du 6 avril 1612, l'évêque accorde les terres à Sir Oliver Lambart de Kilbeggan, au comté de Westmeath et à Sir Garret Moore, premier vicomte Moore de Mellifont, Comté de Louth. 
Le 17 juillet 1639, l'évêque attribue les terres à Charles Lambart, 1er comte de Cavan. 
Dans les années 1740, l'évêque loue la terre à John Jones pour 21 ans. Ce bail est renouvelé à son descendant John Copeland Jones le 20 mai 1843. 
Dans les années 1860, le titulaire du bail est David Fielding Jones.
Un document de 1814, émanant d'Ambrose Leet, indique le nom de « Berry-mount », le résident étant « James Berry, écuyer ».
Le rôle pour le recouvrement de la dîme en 1827 cite un seul redevable, James Berry,.
L'Ordnance Survey Name Books de 1836 décrit ainsi le townland : Situé au sud-ouest de la paroisse. Cette terre relevant de l'évêque protestant ayant son siège à Kilmore. Locataire, J.C. Jones. Agent territorial, Mr. Knipe. Loyer par acre arable de 5 shillings & 6 pence pour l'évêque et 5 shillings pour Jones. Le sol est bon et produit du blé, de l'avoine, de l'orge et des pommes de terre. Les habitants sont dans de bonnes conditions. Berrymount House est la résidence de M. Berry. Une maison soignée avec les terres.
Un acte daté du 28 décembre 1839, classé dans les archives de Cavan fait état de la transmission du townland entre les membres de la famille Berry.
L'évaluation de Griffth réalisée en 1857 cite Jones et Berry comme propriétaires, les locataires sont Berry, Prophet et McKiernan.

## Évolution démographique
| Année de recensement | nombre d'habitants | nombre d'habitations |
| 1841                 | 9                  | 1                    |
| 1851                 | 15                 | 3                    |
| 1861                 | 15                 | 3                    |
| 1871                 | 13                 | 2                    |
| 1881                 | 10                 | 2                    |
| 1891                 | 6                  | 2                    |
| 1901                 | 14                 | 4                    |
| 1911                 | 12                 | 4                    |

## Lieux et monuments
Berrymount House est la seule construction d'intérêt historique patrimonial.